# Wet (videogioco)
WET è un videogioco sparatutto in terza persona sviluppato da Artificial Mind and Movement e pubblicato nel 2009 da Bethesda Softworks per PlayStation 3 e Xbox 360. Protagonista del gioco è la mercenaria Rubi Malone (Eliza Dushku). Lo stile del gioco è ispirato ai film d'exploitation degli anni 1970.
Nel novembre 2010 Behaviour Interactive ha annunciato un seguito del gioco, tuttavia Bethesda ha dichiarato che non si sarebbe occupata della pubblicazione di Wet 2.

## Modalità di gioco
WET è un acrobatic shooter, in cui la frenesia del genere sparatutto viene combinata con spettacolari acrobazie. La peculiarità del gioco è infatti la capacità di poter attaccare i nemici in qualsiasi momento, persino durante un salto, una scivolata o una corsa su di un muro.
Rubi, il personaggio principale, è inizialmente armata con due pistole (revolver) aventi munizioni illimitate e un dao. Avanzando nella storia principale, avrà poi accesso a delle armi secondarie con munizioni limitate: doppiette, mitra e balestre esplosive. Ogni volta che Rubi spara eseguendo un'acrobazia il gioco entra in slow motion, permettendo al giocatore di tenere sotto tiro due nemici contemporaneamente (Rubi punta automaticamente al nemico più vicino, mentre il giocatore può utilizzare la levetta destra per scegliere il secondo bersaglio). Con le acrobazie è possibile eseguire delle combo che fanno guadagnare Punti Stile al giocatore, i quali possono essere spesi negli intermezzi per potenziare la protagonista.
Uccidendo nemici in sequenza ed in maniera spettacolare si incrementa inoltre un moltiplicatore (fino a x5), il quale rigenera automaticamente la salute di Rubi finché è attivo. Un altro metodo per ripristinare la salute è bere del whisky trovandone le casse in giro per i livelli.

### Arene e Modalità Collera
Nella maggior parte dei livelli ci sono delle arene in cui Rubi deve affrontare orde di nemici: per poter completare un'arena bisogna chiudere tutte le porte automatiche da cui escono i sicari, rompendone i congegni con la spada. Nelle arene non ci sono le casse del whisky per ripristinare la vita, ma degli appositi bonus che forniscono un moltiplicatore temporaneo.
Ci sono inoltre alcune sezioni aperte da una breve sequenza in cui Rubi, sparando ad un sicario, si macchia la faccia di sangue entrando in Modalità Collera. Durante questa modalità la visuale diventa in bianco e nero a sfondo rosso, e lo scopo è quello di effettuare il maggior numero di uccisioni in sequenza.
Altre sezioni ancora sono simili ai vecchi lasergame, in cui vanno premuti dei tasti al momento giusto. Rientrano in questa categoria gli scontri con i boss.

## Colonna sonora
La colonna sonora per il gioco è stata composta da Brian LeBarton. L'intera musica è stata registrata dal vivo in quattro giorni a Los Angeles con un cast musicale che comprendeva Carla Azar da Autolux, il famoso batterista James Gadson, Shawn Davis al basso, Justin Stanley alla chitarra, Davey Chegwidden alle percussioni ed Elizabeth e Chris Lea sul trombone e sul sassofono. La musica richiama analogie pesanti dalle prime opere dei compositori Lalo Schifrin e Ennio Morricone. Le canzoni originali per la colonna sonora comprendono anche tre brani dai Gypsy Pistoleros e dai The Chop Tops, e molti altri. Ruby Soho dei Rancid può anche essere ascoltato in alcune fasi di gioco.

## Sviluppo
Il 29 luglio 2008 Activision ha annunciato che WET era stato abbandonato insieme a molti altri giochi, mettendo così il suo futuro nel cestino. Anche se secondo Artificial Mind and Movement, il progetto non sarebbe stato cancellato del tutto perché lo sviluppo di WET continuò anche dopo l'annuncio. All'Internation Game Summit di Montréal nel novembre 2008, il direttore artistico del titolo, David Lightbown, ha annunciato che il videogioco sarebbe stato pubblicato nel 2009.
Il 24 aprile 2009, Famitsu e Amazon hanno dichiarato che Bethesda Softworks avrebbe pubblicato WET. Il 27 aprile 2009, Bethesda Softworks ha confermato che WET sarebbe stato pubblicato. Il gioco è stato commercializzato il 15 settembre 2009 in America e il 18 settembre 2009 in Europa.
Una demo del gioco è stata distribuita sul Xbox Live Marketplace e  PlayStation Network il 22 agosto 2009.

## Critiche
WET ha ricevuto diverse recensioni, la maggior parte moderate e positive. GameSpot ha elogiato la meccanica del gioco e la colonna sonora, ma ha osservato che le immagini sono un po' "rozze e goffe". Questi difetti sono stati citati anche da Eurogamer e OXM UK che hanno osservato come questa filosofia di design alla Grindhouse non abbia reso molto bella la visuale del gioco, ma hanno anche affermato che il gioco - insieme al carattere di Rubi - possedeva il fascino sufficiente a renderlo degno di giocarlo. PixlBit ha affermato che Wet "ha i suoi problemi, ma il suo stile alla Tarantino è affascinante". IT Reviews ha notato che "non è un gioco particolarmente originale, con i pezzi presi in prestito da tutte le parti", ma ha anche detto "è ben eseguito e ci ha lasciato con un sorriso sui nostri volti innegabilmente la maggior parte del tempo." La rivista Edge invece, è stata più dura, commentando: "Ci sono alcune cose cool in Wet, ma purtroppo ci sono volte in cui ci siamo veramente annoiati giocandolo".
X-Play ha dato 2 stelle su 5. Il "The Pros" scrive: "Tonnellate di azione e violenza, valore di produzione eccellente e ottima l'idea dell'uso del tema Grindhouse" e "le sparatorie acrobatiche sono divertenti".